# Towarzystwo Miłośników Ziemi Kłodzkiej
Towarzystwo Miłośników Ziemi Kłodzkiej – społeczna organizacja pasjonatów i miłośników regionu oraz animatorów kultury i inicjatyw społecznych na terenie ziemi kłodzkiej. Jest najstarszym polskim towarzystwem regionalnym powstałym na Dolnym Śląsku po 1945 i jednym z najstarszych w Polsce, legitymującym się bogatym dorobkiem.
Statutowym celem działania Towarzystwa jest „szerzenie wiedzy o Ziemi Kłodzkiej oraz inicjowanie i popularyzowanie badań związanych z regionem”.

## Historia
Tuż po wojnie w 1947 polscy osadnicy i repatrianci, którzy przybyli na te ziemie głównie z Kresów Wschodnich, ale też innych regionów kraju, zaczęli budować więzi z nową ojczyzną. Towarzystwo Miłośników Ziemi Kłodzkiej zostało założone 11 września 1947 w sali posiedzeń starostwa przez grupę inicjatorów na czele ze starostą kłodzkim Zbigniewem Kulczyckim i Heleną Getterową. TMZK zostało też oddziałem Instytutu Śląskiego. Kulczycki był historykiem turystyki i krajoznawcą oraz organizatorem administracji regionu.
Kolejne zebranie, które odbyło się 4 października 1947 w sali obrad Rady Miejskiej w kłodzkim ratuszu z udziałem dyrektora IŚ dr. Romana Lutmana i członka Komitetu Przestrzennego Zagospodarowania Kraju PAN dr. Antoniego Wrzoska, wyznaczyło cele i zadania, m.in. koordynację działalności naukowej i badawczej. Ten pionierski okres to także czas propagandowego zagospodarowania rzekomej ciągłości historycznej, tworzenia mitu powrotu po wiekach do Macierzy, intensyfikowania działalności społeczno-kulturalnej, co miało na celu jak najszybsze emocjonalne związanie mieszkańców z tzw. Ziemiami Odzyskanymi.
Instytut Śląski włączono w czerwcu 1948 do Instytutu Zachodniego w Poznaniu i jako jego oddział przeniesiono do Wrocławia. W 1950 oddział wrocławski rozwiązano, tym samym Instytut Śląski przestał istnieć. Do 1950, kiedy weszły w życie centralistyczne zarządzenia władz, udało się stworzyć w Kłodzku organizację skupiającą miłośników historii i lokalnych patriotów, której zadaniem było „popularyzowanie regionu, jego walorów turystycznych, gospodarczych i historycznych”. Potem działalność Towarzystwa została zahamowana. TMZK koordynowało prace naukowe i badawcze w regionie, organizowało życie kulturalne w świetlicach i prowadziło działalność wydawniczą. Kłodzko miało się stać ośrodkiem kulturalno-naukowym o ponadprowincjonalnej randze. Do reaktywacji Towarzystwa doszło w 1957.

## Działalność Towarzystwa w przeszłości
W 1948 Towarzystwo zorganizowało dwie wystawy: otwartą 31 lipca I Kłodzką Wystawę Regionalną prezentującą powojenny dorobek życia gospodarczego i kulturalnego regionu kłodzkiego (człowiek i ziemia, przemysł oraz spółdzielczość, rzemiosło, uzdrowiska ziemi kłodzkiej, kącik polsko-czeski) oraz wystawę „Przeszłość historyczna i osiągnięcia na polu gospodarczym i kulturalnym po 1945 r.”.
Szczególną wymowę dla regionu miały, uznane w całym kraju za wydarzenie kulturalne, Kłodzkie Wiosny Poetyckie z lat 60. i 70. XX w. z Anną Zelenay, Janem Kulką i Bogusławem Michnikiem. Powstały wówczas między innymi tzw. płachty poetyckie, będące swoistą formą plakatu poetycko-malarskiego, na których publikowano nagrodzone podczas wydarzenia utwory poetyckie oraz prace plastyków kłodzkich.
Towarzystwo było pomysłodawcą i organizatorem lub współorganizatorem wielu ważnych w regionie wydarzeń kulturalnych i społecznych m.in. Kłodzkich Sejmików Kultury i Kłodzkich Wtorków Literackich.
Znaczący był udział Towarzystwa Miłośników Ziemi Kłodzkiej w powstaniu Muzeum Ziemi Kłodzkiej w Kłodzku oraz Muzeum Filumenistycznego w Bystrzycy Kłodzkiej. Od początku lat 60. XX w. działacze TMZK wraz z reżyserem Robertem Stando (twórcą filmu Miasto, które może zginąć z 1955) oraz prof. Zbigniewem Strzeleckim, włączyli się w walkę o rewitalizację kłodzkiej starówki zagrożonej oddziaływaniem wody napływającej do podziemnych wyrobisk (Alarm dla Kłodzka), co pozwoliło zachować 1000-letni układ urbanistyczny miasta z jego dawną, wielonarodową historią i architekturą.
Towarzystwo Miłośników Ziemi Kłodzkiej jest najstarszym polskim towarzystwem regionalnym powstałym na Dolnym Śląsku po 1945 i jednym z najstarszych w Polsce. W ciągu 75-letniej działalności podejmowano wiele inicjatyw, m.in. badania historii regionu i promowanie bogactwa turystycznego oraz kulturowego, sympozja naukowe, wystawy i konkursy. Towarzystwo miało także udział w stworzeniu w 1962 tradycji obchodów Dni Kłodzka. Największe inicjatywy Towarzystwa w dziedzinie kultury, historii i promocji regionu, edukacji oraz aktywności społecznej są kontynuowane. Z inicjatywy Eugeniusza Kaczmarka, długoletniego prezesa w latach 1963–2008, powstawały nawet oddziały stowarzyszenia daleko od ziemi kłodzkiej.

### Publikacje do 2004
Szczególnie znaczenie miało też zainicjowanie w 1948 publikacji „Rocznika Kłodzkiego”, określanego skarbnicą wiedzy o regionie, pochodzącej z fachowych opracowań i badań autorów. Pod tym tytułem wydane zostały dwa tomy, nr 1 za 1948 w 1949 i nr 2 za 1949 w 1950. Od 3. tomu za rok 1958 już pod tytułem „Rocznik Ziemi Kłodzkiej”, periodyk ten (po przerwie 2002–2018) wydawany jest do dzisiaj.
Innymi ważnymi publikacjami były m.in.:
- Kotlina Kłodzka i góry przyległe. Mapa fizyczna z uwzględnieniem komunikacji i szlaków turystycznych, skala 1:100 000. Mapy poboczne: Budowa geologiczna, Bogactwa mineralne, przemysł. Wojciech Walczak, Towarzystwo Miłośników Ziemi Kłodzkiej – Oddział Instytutu Śląskiego w Kłodzku, nakładem Komisji Zdrojowej w Polanicy-Zdroju, Kłodzko–Polanica-Zdrój, 1948, OCLC 956582851;
- Ilustrowany informator Ziemia Kłodzka, autorzy: Antoni Wrzosek, Zbigniew Kulczycki, Henryk Stroynowski (wspólnie z Oddziałem Polskiego Towarzystwa Tatrzańskiego), oprac. graficzne Mieczysław Berman (1948), OCLC 297628890;
- Kłodzkie Wiosny Poetyckie, red. Eugeniusz Kaczmarek, karykatury Bogusław Michnik, oprac. graficzne Witold Turkiewicz (1966), OCLC 838920095;
- Zbiorek wierszy Mowy Leśmianowskie, wygłoszone przez Juliana Przybosia, Mariana Jachimowicza i Zbigniewa Bieńkowskiego na VI Kłodzkiej Wiośnie Poetyckiej poświęconej pamięci Bolesława Leśmiana, oprac. graficzne Witold Turkiewicz (1968), OCLC 84311384;
- Kłodzki Almanach Literacki (1970), oprac. Witold Turkiewicz, OCLC 839048816[b];
- Motyw kłodzki. Wiersze o Kłodzku i ziemi kłodzkiej, Bogusław Michnik, Towarzystwo Miłośników Ziemi Kłodzkiej. Zakł. Narod. im. Ossolińskich, Wrocław (1972), OCLC 174445587;
- Ziemia Kłodzka: rozwój, tradycje, problemy (1977), OCLC 749622445;
- Towarzystwo Miłośników Ziemi Kłodzkiej, red. E. Kaczmarek, Mariusz Kraj (1978), OCLC 749802639;
- Kłodzko wczoraj, dziś, jutro, red. E. Kaczmarek, M. Kraj, Anna Goryń (1979), OCLC 749802639;
- Kłodzko w czterdziestoleciu Polskiej Rzeczypospolitej Ludowej, Dionizy Gamalczyk (1986), Seria: Biblioteczka Ziemi Kłodzkiej, OCLC 835854991;
- Pierwsze dni, pierwsze lata, red. E. Kaczmarek (1995), wspomnienia pierwszych polskich osadników na ziemi kłodzkiej, OCLC 835086916;
- Ziemia Kłodzka w grafice Wł. Kolbusza, wstęp i opis E. Kaczmarek (2004), ISBN 978-83-919200-1-5.

## Działalność Towarzystwa współcześnie
Współczesne inicjatywy to m.in.:
- wznowienie w 2018, po 14 latach przerwy „Rocznika Ziemi Kłodzkiej”[24][25][26], oraz wydanie kolejnych numerów w 2021[21] i 2025[27], wszystkie także w wersji internetowej[c];
- odkrycie w 2016 oryginalnego rękopisu z XVI w. Kaufbuchu (księgi kupieckiej) kancelarii Radkowa, a po jego opracowaniu przez muzealniczkę Krystynę Oniszczuk-Awiżeń – przekazanie w podarunku Muzeum Ziemi Kłodzkiej[28];
- obchody jubileuszowe TMZK 70- i 75-lecia połączone z organizacją wystaw i spotkań, w tym wystawy jubileuszowej 75-lecia przygotowanej przez Brygidę Morawską i Kamila Kuda oraz gali jubileuszowej;
- organizowane liczne wydarzenia, wystawy i konferencje naukowe na temat turystyki, promocji i gospodarki regionu[29][30].

Projekty „Artyści w miejscu pracy na rzecz ziemi kłodzkiej” (2018), inscenizacje teatralno-kabaretowe „Dzień Kobiet” (od 2016), imprezy poetyckie w nowej formule pt. „Potęga Słowa” (od 2017), gromadziły w ostatnich latach licznych sympatyków TMZK i sale pełne widzów. Również w dziedzinie geografii regionu podczas wycieczki edukacyjnej na Trójmorski Wierch z inicjatywy przewodnika Leszka Majewskiego TMZK w 2020 oznaczyło właściwe źródło Nysy Kłodzkiej, nadając mu imię „Szczodre”.
W ostatnich latach Towarzystwo angażuje się w promowanie ziemi kłodzkiej stosując często niekonwencjonalne formy, m.in.:
- happening Topienie Koronawirusa zamiast topienia Marzanny (21 marca 2021); relacja z tego wydarzenia trafiła do TVN24 i Szkła kontaktowego[38][39];
- promocja specjalnej naklejki TMZK na samochody „Kocham Ziemię Kłodzką” (2022)[40], z którą jeździ ponad 1000 kierowców i samochodów[23];
- wiersz O miłości do Ziemi Kłodzkiej autorstwa Jerzego Taurogińskiego[41][42];
- Pieśń o Ziemi Kłodzkiej (nieformalny hymn) Ziemia Kłodzka naszą bajką jest z tekstem autorstwa Bartłomieja Kolmana do melodii piosenki Beatlesów Żółta łódź podwodna w aranżacji muzycznej Ewy Leśniczak (2021)[37]. Jej premiera nastąpiła w czasie Kolacji na Biało na placu przy moście gotyckim w Kłodzku[43][44].

Towarzystwo uczestniczy w licznych imprezach i wydarzeniach organizowanych zarówno przez Kłodzki Ośrodek Kultury, jak i inne stowarzyszenia lokalne. TMZK planuje rozszerzenie promocji regionu poprzez realizację autorskiego projektu mobilnej interaktywnej miniatury ziemi kłodzkiej z hologramami największych atrakcji turystycznych, mającej na celu pokazanie, że ziemia kłodzka z czeskim pograniczem (m.in. Kladském pomezím) to jedyne miejsce w Europie o tak wielkim nasyceniu ponad pół tysiącem atrakcji turystycznych, z pięcioma polskimi uzdrowiskami, w promieniu 50 km od stolicy regionu ponad 1000-letniego Kłodzka. W październiku 2022 Towarzystwo obchodziło jubileusz 75-lecia, który objął: wystawę historii TMZK, film i wydanie albumu oraz odsłonięcie tablicy pamiątkowej na budynku Kłodzkiego Ośrodka Kultury.

## Prezesi i działacze Towarzystwa
Pierwszym przewodniczącym był Zbigniew Kulczycki (1947–1948), następnie Wincenty Gonciarczyk (1957–1959), Jan Małek (1959–1963), Eugeniusz Kaczmarek (1963–2008, od 1979 prezes), Jadwiga Radziejewska (prezes TMZK 2009–2016, dyrektor ZOZ w Kłodzku). Od 30 maja 2016 prezesem Towarzystwa jest Adam Łącki (starosta kłodzki 2002–2006).
Pierwszy zarząd składał się z członków założycieli, byli to: Zbigniew Kulczycki, Roman Birkenmayer – wiceprzewodniczący, dyrektor gimnazjum i liceum ogólnokształcącego, Helena Getterowa – długoletnia sekretarz, inicjatorka powołania i pierwsza dyrektorka Muzeum Filumenistycznego, Bohdan Biliński – skarbnik i kronikarz, do kolejnego zarządu dołączyli m.in. Mikołaj Dawidiuk, następca Kulczyckiego na stanowisku starosty kłodzkiego, Albin Bobruk – literat i publicysta, redaktor „Dziennika Ludowego”, Aleksander Młynkiewicz – działacz PPS, kierownik Państwowego Urzędu Repatriacyjnego, burmistrz Kłodzka (1947–1950). Spośród licznych działaczy najbardziej zaznaczyli się w historii Towarzystwa: dr Władysław Dziewulski – ówczesny wicestarosta bystrzycki, później pracownik Instytutu Śląskiego w Opolu, Roman Sakaluk, Janina Piechocińska, Stanisław Bielawski, Idalia Jakowczuk, Janina Bilewicz, Leszek Rektorek, filmowiec, dokumentalista życia Kłodzka.
Wśród wielu pasjonatów tworzących historię Towarzystwa wyróżnili się m.in.: długoletnia sekretarz Elżbieta Junak, regionalistka i kustosz Muzeum Ziemi Kłodzkiej Irena Klimaszewska, przewodnicy sudeccy Romana Chimowicz-Majewska i Leszek Majewski, Maria Ozierańska (dyrektor Muzeum Zabawek w Kudowie-Zdroju), wiceprezes Ignacy Einhorn, Lech Włodarczyk, Leszek Michalski (prezes Stowarzyszenia Grupy Rekonstrukcji Historycznej 47 Pułku Piechoty Pruskiej), Bronisław Kamiński z Kudowy-Zdroju.

## Wyróżnienia i nagrody
Towarzystwo Miłośników Ziemi Kłodzkiej zostało uhonorowane wieloma wyróżnieniami:
- Odznaką Tysiąclecia Państwa Polskiego (1966);
- Złotą Odznaką „Zasłużony dla Dolnego Śląska” (1972);
- drugim miejscem w ogólnopolskim konkursie Ministra Kultury i Sztuki na najlepiej działające towarzystwo regionalne (1989);
- medalem im. Aleksandra Patkowskiego za krzewienie idei regionalizmu (2017);
- tytułem najlepszej i najbardziej aktywnej organizacji pozarządowej na Dolnym Śląsku „zDolne NGO” (2018).